# Tattartjärnen, Ångermanland
Tattartjärnen är en sjö i Härnösands kommun i Ångermanland och ingår i Indalsälvens huvudavrinningsområde. Sjön har en area på 0,0588 kvadratkilometer och ligger 231,5 meter över havet.

## Delavrinningsområde
Tattartjärnen ingår i det delavrinningsområde (697239-157785) som SMHI kallar för Mynnar i Mjällån. Medelhöjden är 280 meter över havet och ytan är 5,15 kvadratkilometer. Räknas de 5 avrinningsområdena uppströms in blir den ackumulerade arean 40,2 kvadratkilometer. Hornsjöbäcken som avvattnar avrinningsområdet har biflödesordning 4, vilket innebär att vattnet flödar genom totalt 4 vattendrag innan det når havet efter 54 kilometer. Avrinningsområdet består mestadels av skog (99 procent). Avrinningsområdet har 0,06 kvadratkilometer vattenytor vilket ger det en sjöprocent på 1,1 procent.